# オウカンミカドヤモリ

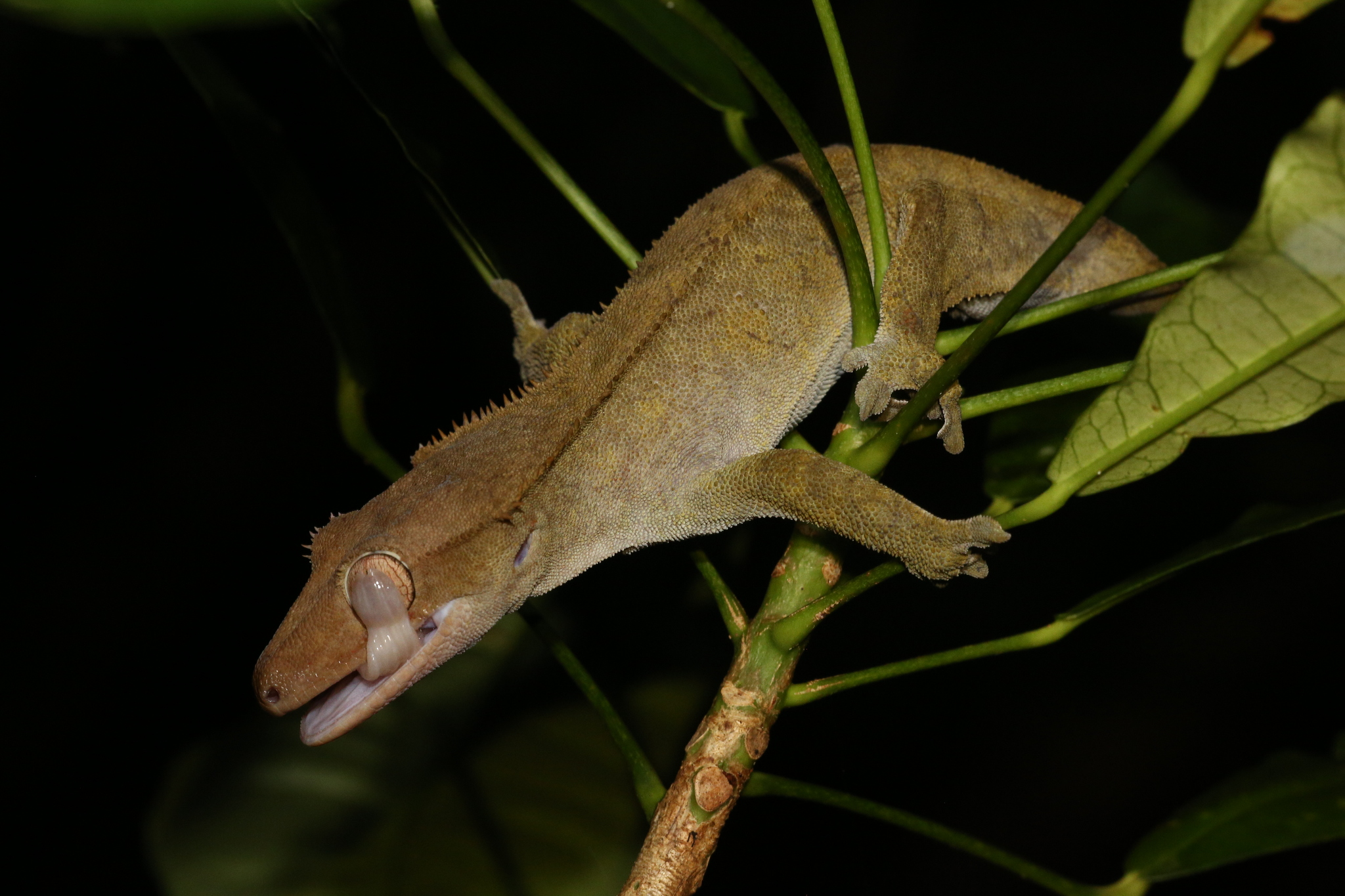
枝先から身を乗り出す

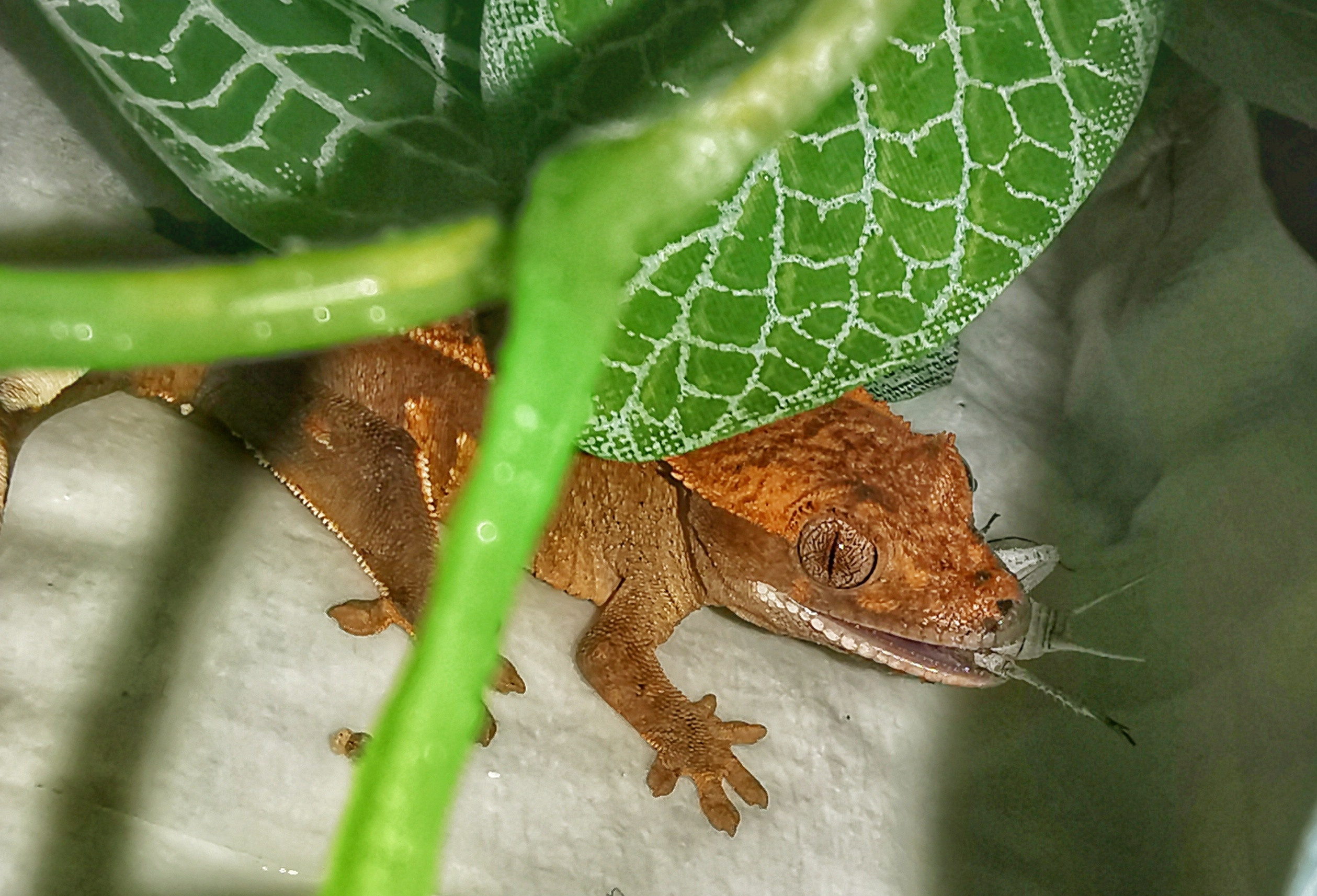
コオロギを捕食する飼育下の幼体

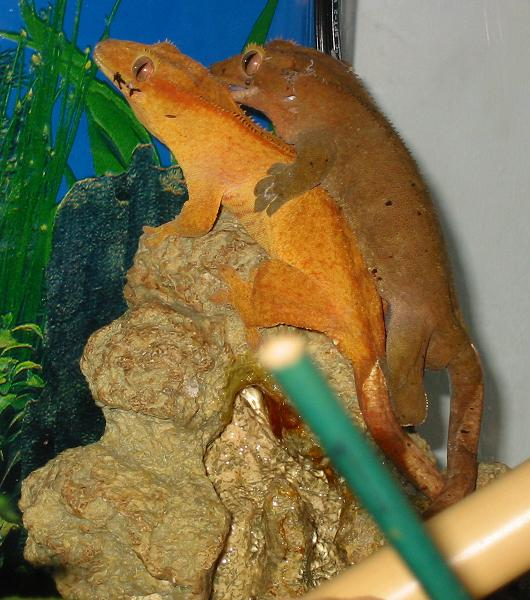
交尾中の番（つがい）を表現した標本

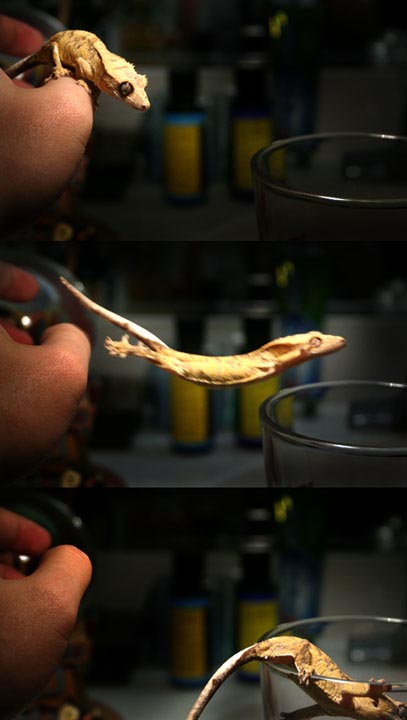
ジャンプする

オウカンミカドヤモリ（王冠帝守宮、学名: Correlophus ciliatus）は、有鱗目イシヤモリ科オウカンミカドヤモリ属に分類されるヤモリの1種である。
本種は1866年に記載されてから数件の発見例があったのみで、1994年に再び発見されるまでは発見例がなく、絶滅したと考えられていた。

## 名称
種小名 "ciliatus（日本語音写例〈以下同様〉：キリアートゥス、キリアトゥス）" は、"Having cilia"「（多くの）繊毛を持つ」を意味する生物学用・解剖学用新ラテン語 (New Latin) "ciliātus（キリアートゥス）" のことで、元のラテン語単数形 "cilium（キリウム）" は「下瞼（したまぶた）」を意味し、中世ラテン語では複数形 "cilia（キリア）" の使用が通常となって「睫毛（まつげ）」を意味するようになった語である。命名者で記載者のアルフォンス・ギシュノーが本種の特徴を言い表すべく種小名にこの新ラテン語を採用したということは、眼上部から背面にかけて並ぶ棘状の鱗を人間の睫毛に見立てた名付けであろうとの推定が成り立つ。また、英語名 "crested gecko（クレスティド ゲコウ、日本語慣習読み：クレステッドゲッコー）" はこの突起状の鱗を "crest（クレスト）" に見立てて呼んだものである。この "crest" は、第1義には動物の鶏冠や鳥類の冠羽を指し、第2義には紋章学でいうクレストのことであるが、本種と紐付けされているのは恐らく第2義のほうである。なぜそのように言えるかといえば、西洋の冠（クラウン、王冠/帝冠）を飾るのが紋章学のクレストで最も一般的な意匠であり、そこに由来していないと和名の「オウカン（王冠）」がどこから来たのか説明が付かないからである。

## 生物的特徴

### 分布
ニューカレドニアの固有種である。ニューカレドニア本島南部、パイン島および周辺の島々に生息する。

### 形態
全長はおよそ20センチメートル。体色には変異がある。眼上部から背面にかけて棘状の鱗が並ぶ。尾にも趾下薄板と同じような吸着機能がある。尾を自切した場合、基部には玉状の組織が形成され、元のような長い尾に再生しない。

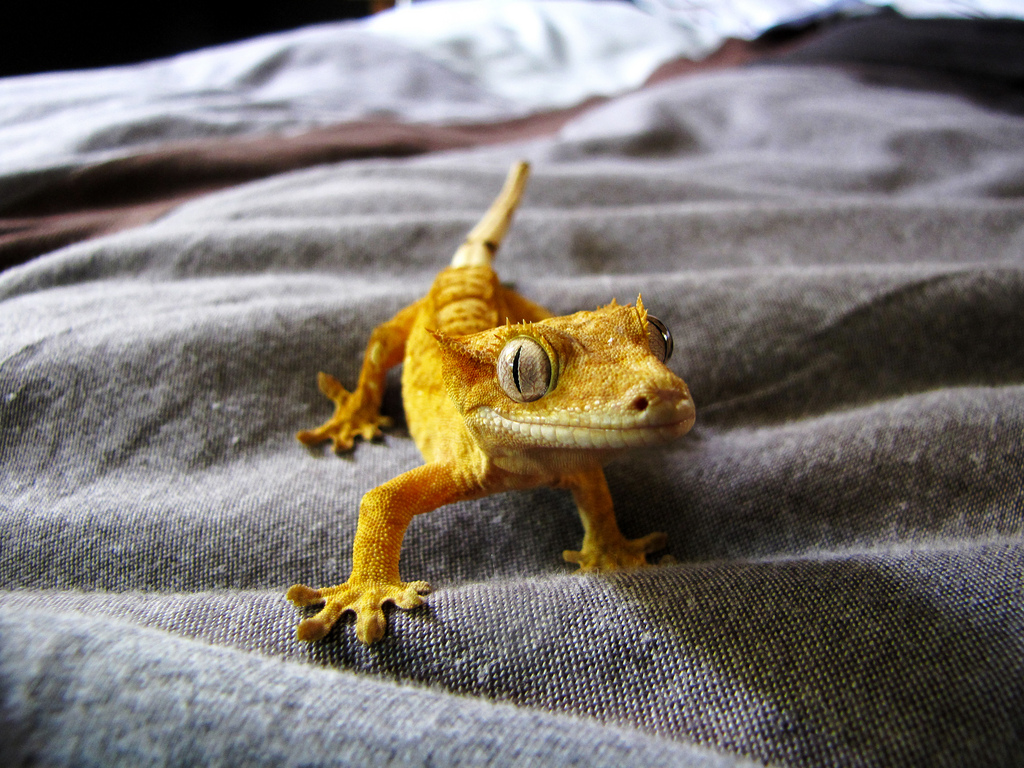
全身
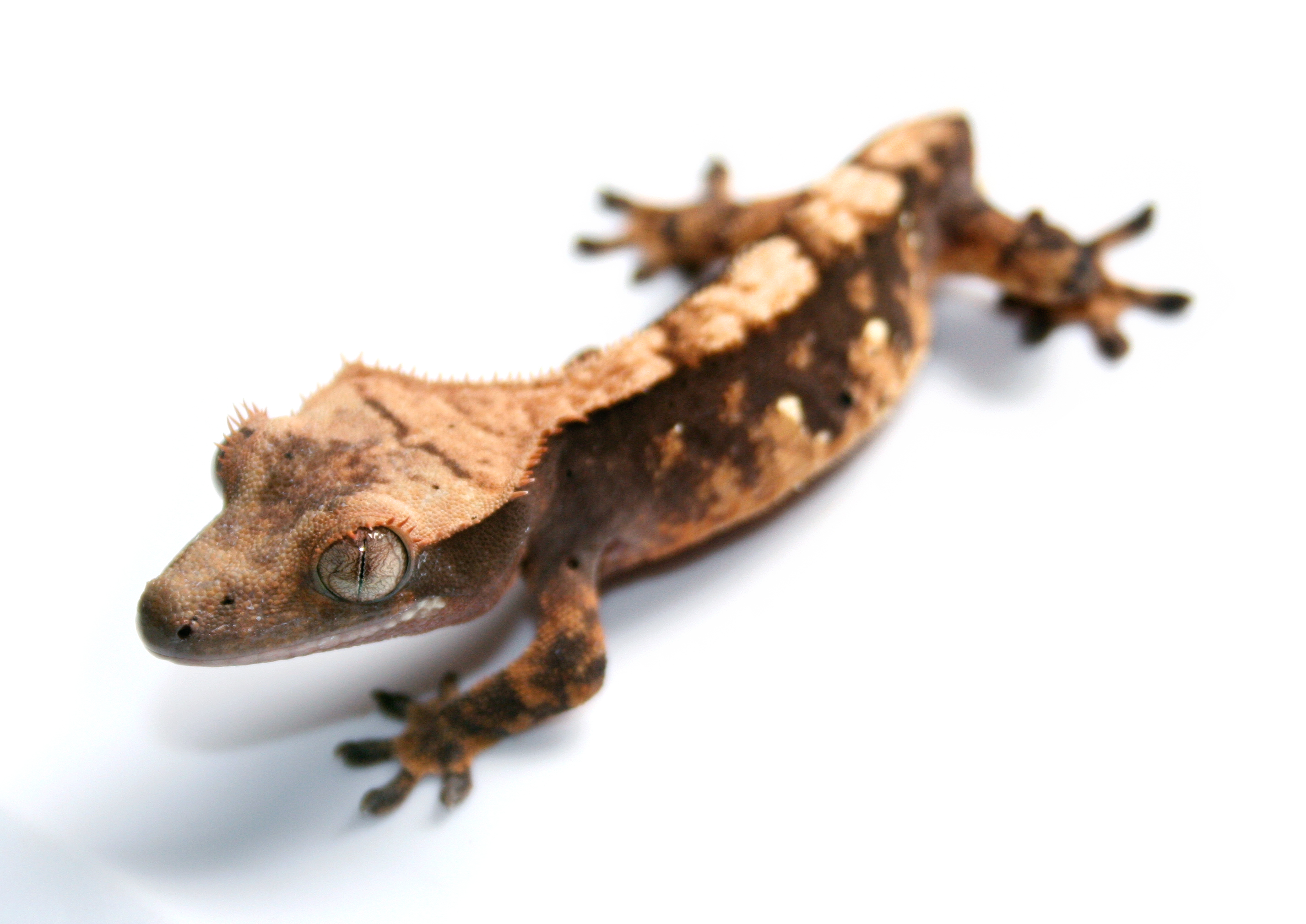
全身
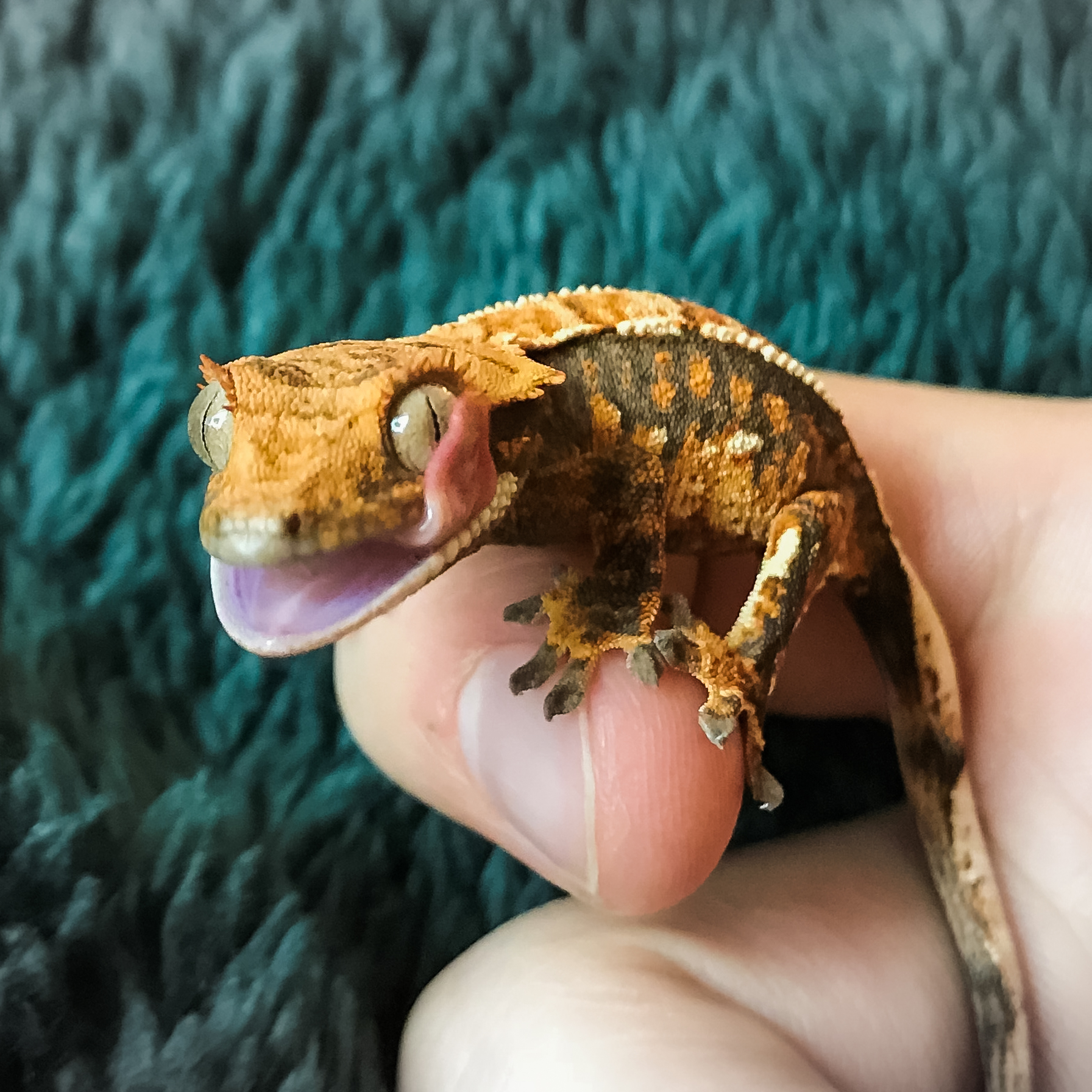
手乗り
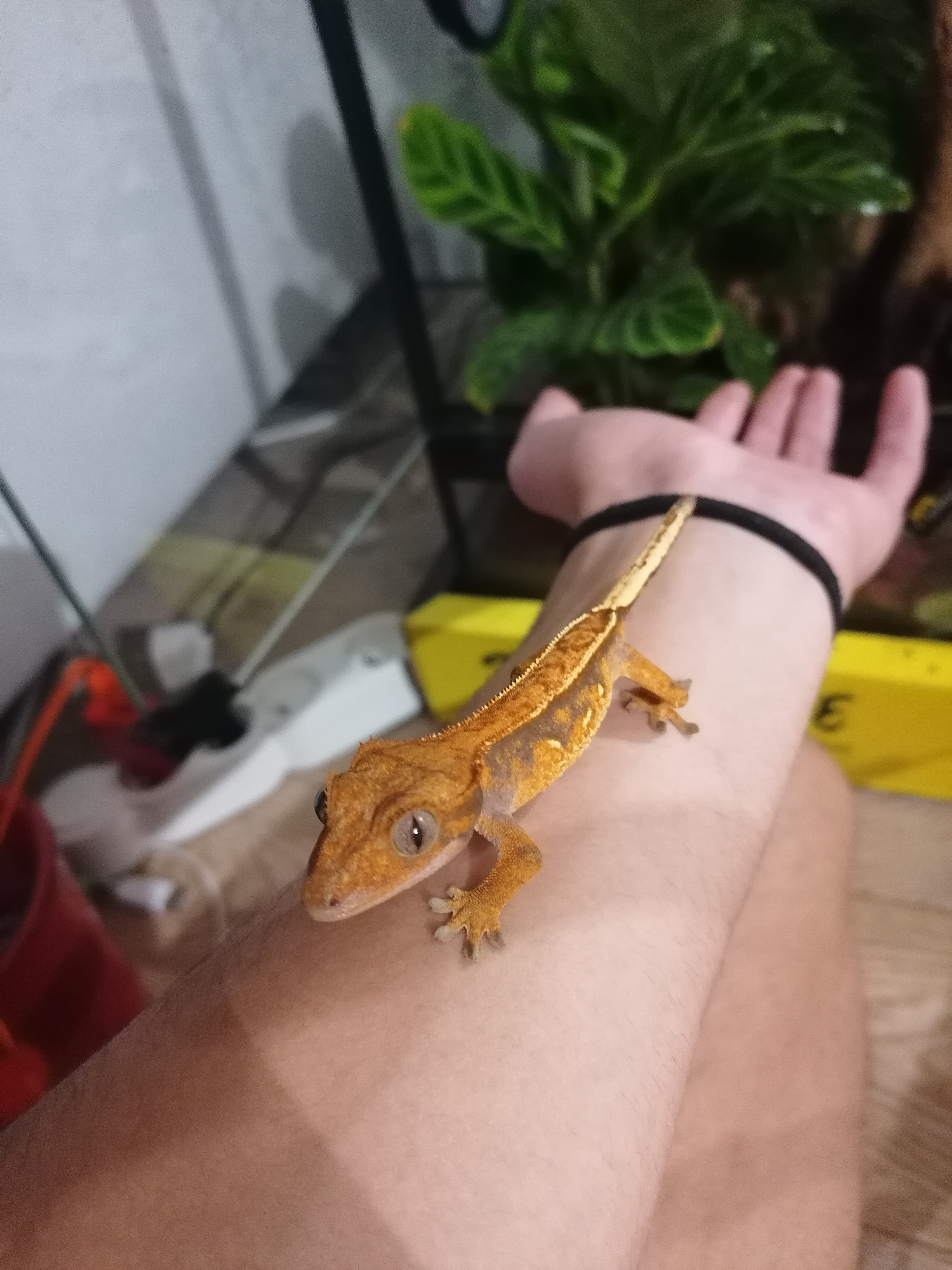
人との大きさ比較
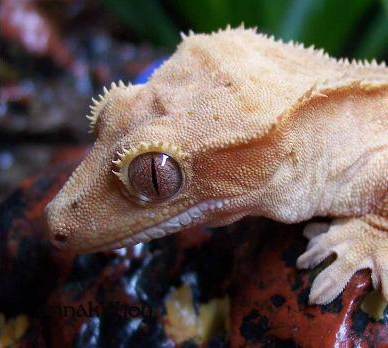
頭部付近
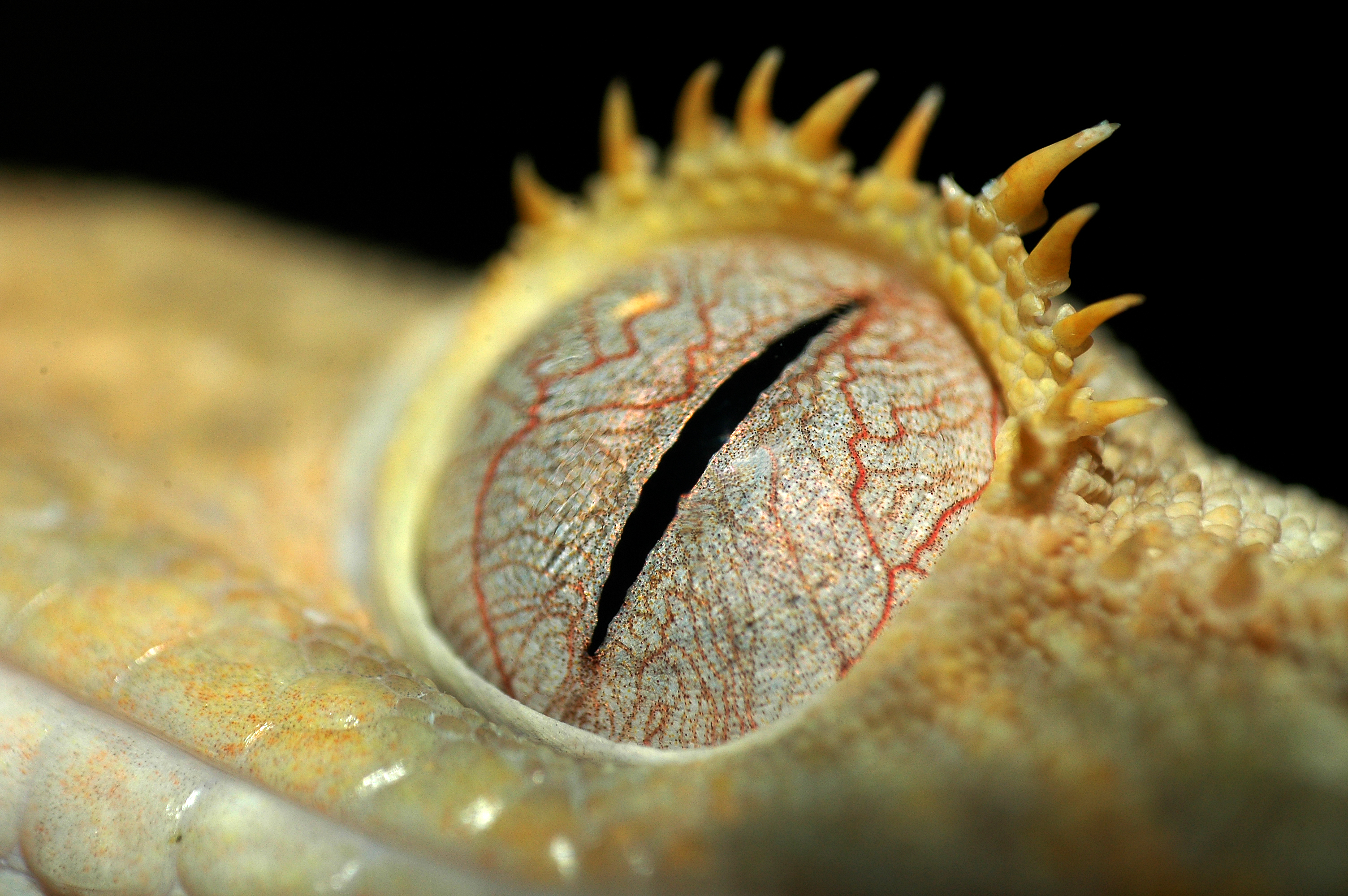
眼の周辺
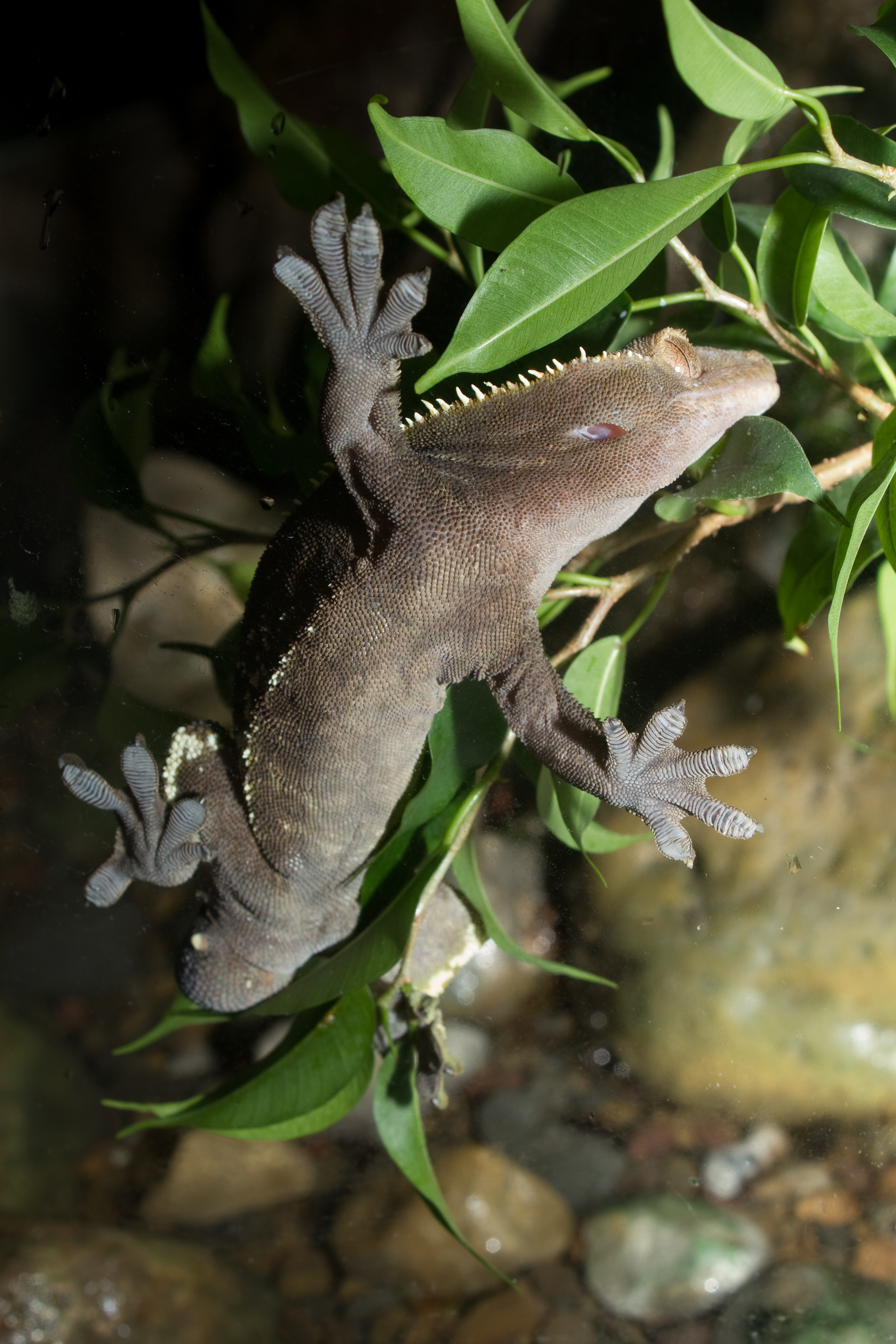
腹側の様子
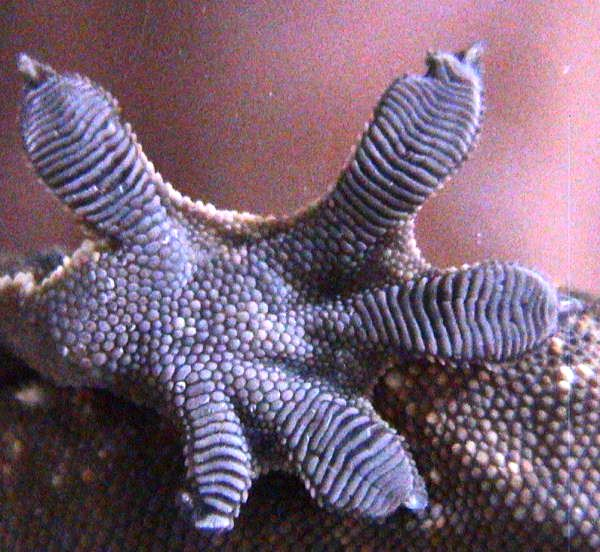
足裏
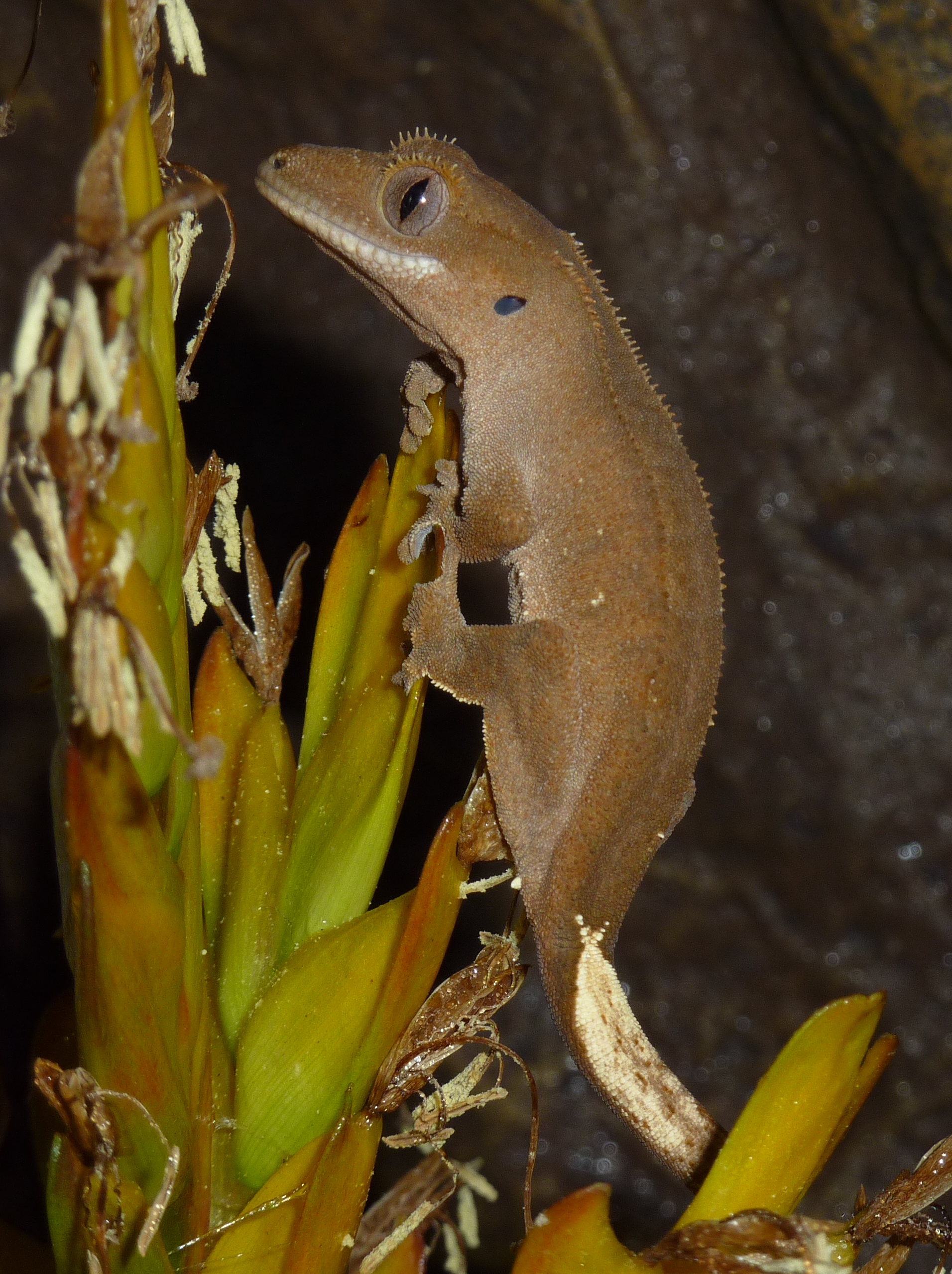
雌の成体
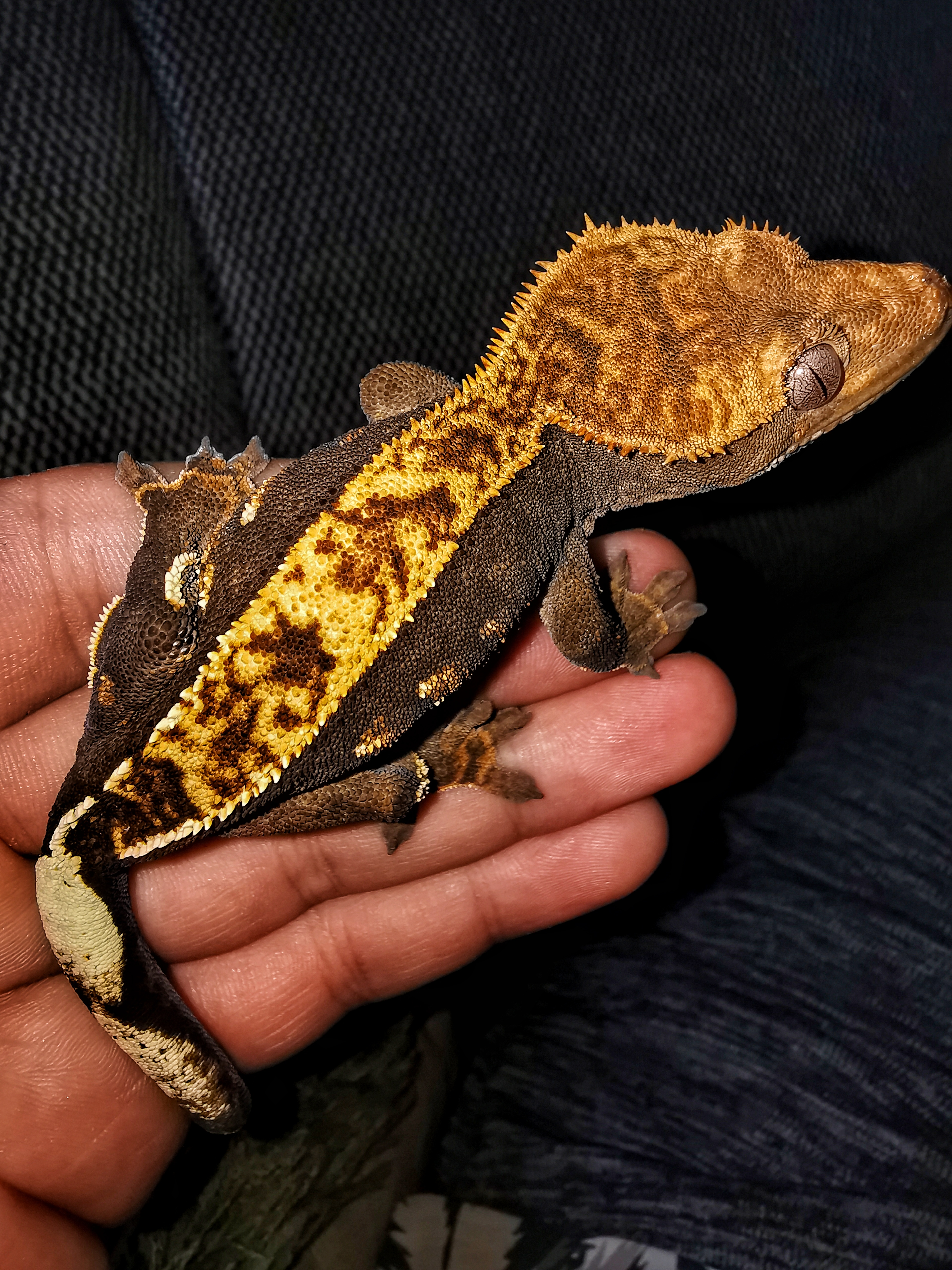
雌の幼体
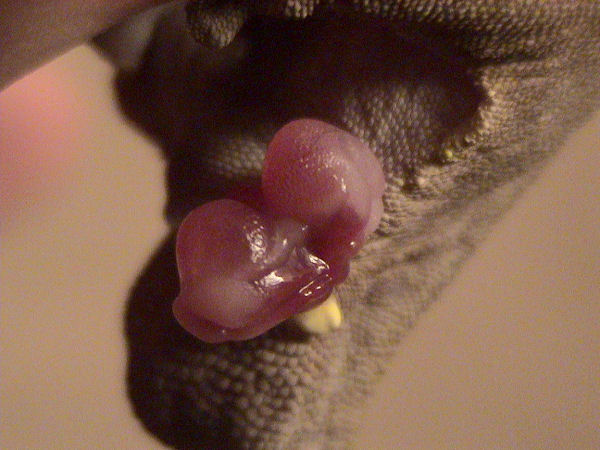
半陰茎（ヘミペニス、ヘミペン）

### 生態
森林に生息する。夜行性であるが、日光浴も行う。発見例が少ないため、野生での生態はあまり分かっていない。
食性は動物食傾向の強い雑食で、昆虫、節足動物、果実、花の蜜なども食べる。植物質を摂取するのは獲物の少ない環境に対する適応と考えられている。
繁殖形態は卵生で、1回に2個ずつの卵を5回から9回に分けて地中に産む。卵は60日から90日で孵化する。孵化した幼体は通常、最初の脱皮を行うまでは餌を食べず、卵黄の栄養分だけで過ごす。

## 分類

### 系統分類
かつて本種はミカドヤモリ属（学名：Rhacodactylus）に分類されていたが、再分類が図られた結果、元々の本種は本種オウカンミカドヤモリとベレプミカドヤモリに2分割され、さらにサラシノミカドヤモリを加えたうえで、新属 Correlophus を設けて納められた。

### シノニム
- Correlophus ciliatus Guichenot, 1866
- Rhacodactylus ciliatus Boulenger, 1883
- Rhacodactylus ciliatus Boulenger, 1885
- Rhacodactylus ciliatus Roux, 1913
- Rhacodactylus ciliatus Wermuth, 1965
- Rhacodactylus ciliatus Kluge, 1993
- Rhacodactylus ciliatus Rösler, 2000
- Correlophus ciliatus Bauer et al., 2012
- Rhacodactylus ciliatus Bauer, 2013 (plates)

## 人間との関係
ペット用として飼育されることもあり、日本にも輸入されている。主に英語名の音写形「クレステッドゲッコー（英: crested gecko）の名で流通しており、その略語「クレス」も愛称として親しまれている。ニューカレドニアに生息する野生動物の輸出は禁止されているため、研究用に輸出された個体から繁殖した個体のみが流通する。発見例こそ少ないものの飼育下での繁殖が容易であったため、ミカドヤモリ属(旧)内で最も流通の多い種となっている。以前は高価であったが、繁殖個体の流通が増加しつづけたことで価格が落ち着き、専門店などでは店頭で普通に見かける種になっている。流通するのは雄が大半で、雌は少なく高価である。高さのあるテラリウムで飼育される。枝や流木、コルク樹皮（コルクバーク）を組み合わせて足場や隠れ家にする。日光浴を行うため紫外線が必要になり、日光に当てたりそれに変わる照明が必要になる。雑食のため、餌としては昆虫類だけではなく、果実、昆虫ゼリー、専用の人工飼料も与える。樹上棲ヤモリの中でも人気が高く、飼育入門種とされることもある。過度にストレスがかかると、発作的に口を開けて暴れまわり、ヤシガラなどの床材を口にする土食いを行い、体内に土が詰まって死ぬ場合がある。
| 橙色の個体 |  | ダルメシアン柄の個体 |
| 橙色の個体 |  | ダルメシアン柄の個体 |

### 品種
飼育の歴史こそ短いものの、赤や黄色等の様々な体色をした個体を掛け合わせたものが品種として産出されており、日本の流通名としては、オレンジ、タイガー、ダルメシアン、ファイア、レッドがある。